# Ligier JS37
La Ligier JS37 è una monoposto di Formula 1, costruita dalla scuderia francese Ligier per partecipare al Campionato mondiale di Formula 1 1992. 
Progettata da Frank Dernie, era dotata di un motore Renault RS3 da 3,5 litri con architettura V10. La vettura venne sviluppata in collaborazione con la Reynard Racing Cars.